# Aveloso
Aveloso es una freguesia portuguesa del municipio de Mêda. Según el censo de 2021, tiene una población de 184 habitantes.
Aveloso era parte del actual municipio de Penedono hasta que a principios del siglo XIII fue donada por el rey Alfonso II al obispo de Lamego D. Paio. Los obispos de Lamego establecieron aquí una residencia de veraneo, en torno a la cual se desarrolló la población. El rey D. Manuel le otorgó carta foral en 1514, constituyéndose desde entonces en municipio independiente, que subsistió hasta su supresión en 1832 o 1836, integrándose en el municipio de Mêda a partir de 1842.
Como símbolo de su antigua autonomía municipal permanece el pelourinho manuelino, restaurado en 1967.